# Гільєрмо Сільвейра
Гільєрмо Сільвейра Гарсія (ісп. Guillermo Silveira García; 11 січня 1922, Сегура-де-Леон, Іспанія — 11 травня 1987, Бадахос, Іспанія) — іспанський художник, скульптор та військовослужбовець. 
У контексті регіональної художньої сцени середини XX століття, представленої майже виключно реалістичним костумбризмом Еухеніо Ермосо і Аделардо Коварсі, він вважається «піонером» авангардного мистецтва в Бадахосі, чому сприяла його тривала прихильність скульптурі-живопису і використання незвичайних матеріалів при виконанні пластичних робіт, таких як мармуровий пил або брухту.
Поряд з основною частиною його художньої продукції, існує також ряд робіт у формі коментарів і вільних думок або заяв для преси, в яких автор, як правило, через своє особисте бачення деяких зі своїх найбільш репрезентативних творів, таких як «Порвана мотузка» (ісп. La cuerda rota), «Білі голуби на сірому даху» (ісп. Palomas blancas sobre tejado gris), «На розі вулиці» (ісп. En una esquina cualquiera) або «Вірність» (ісп. Fidelidad).
Гільєрмо Сільвейра народився 11 січня 1922 року в Сегура-де-Леоні. Гільєрмо був старшим з двох синів і трьох дочок від шлюбу, укладеного в 1917 році між — Луїзою Гарсія Пардо і Романом Сільвейра Ньєто. За словами сім'ї, хлопчик з самого початку виявляв перевагу до малювання і ручної діяльності.
Між 1934 і серпнем 1936 року він жив в центрі міста Фрехеналь-де-ла-Сьєрра, де, як офіційний учень, він провчився перші два роки в місцевій середній школі, а «за власною ініціативою» відвідував заняття по малюванню, кольорознавству, композиції і фігурі в художника і викладача Рафаеля Гомеса Катона, з яким, відповідно до своїх, академічними стандартами, він почав з вивчення гіпсових моделей, натюрмортів або, в крайньому випадку, пейзажів, що дало йому початкову майстерність форм, яке він удосконалював на початку 1950-х років в якості безкоштовного студента в Школі витончених мистецтв Сан-Елой в Саламанці, де він відвідував вечірні заняття з — натури, живопису, скульптури, різьблення і іноді з інших предметів.